# Municipio de Mentor (condado de Cheboygan)
El municipio de Mentor (en inglés: Mentor Township) es un municipio ubicado en el condado de Cheboygan en el estado estadounidense de Míchigan. En el año 2010 tenía una población de 818 habitantes y una densidad poblacional de 8,81 personas por km².

## Geografía
El municipio de Mentor se encuentra ubicado en las coordenadas 45°19′34″N 84°40′2″O / 45.32611, -84.66722. Según la Oficina del Censo de los Estados Unidos, el municipio tiene una superficie total de 92.87 km², de la cual 92.46 km² corresponden a tierra firme y (0.44%) 0.41 km² es agua.

## Demografía
Según el censo de 2010, había 818 personas residiendo en el municipio de Mentor. La densidad de población era de 8,81 hab./km². De los 818 habitantes, el municipio de Mentor estaba compuesto por el 95.11% blancos, el 0.24% eran afroamericanos, el 1.83% eran amerindios, el 0.37% eran asiáticos, el 0.12% eran isleños del Pacífico, el 0.24% eran de otras razas y el 2.08% pertenecían a dos o más razas. Del total de la población el 0.49% eran hispanos o latinos de cualquier raza.